# Irénée Lang
Irénée Lang (* 1. August 1841 in Schlettstadt; † 13. Oktober 1922 ebenda) war Industrieller und Mitglied des Deutschen Reichstags.

## Leben
Lang besuchte das Gymnasium in Schlettstadt. Danach unternahm er umfangreiche Reisen in Europa. Er war Fabrikant von Metallgeweben, speziell für die Papierfabrikation. Weiter besaß er eine große Vernickelungsanstalt, besonders für Drahtgewebe. Außerdem war er auch in der Landwirtschaft tätig.
Von 1881 bis 1893 war er Mitglied des Deutschen Reichstags für den Wahlkreis Reichsland Elsaß-Lothringen 6  (Schlettstadt).